# Jens Christian Berg

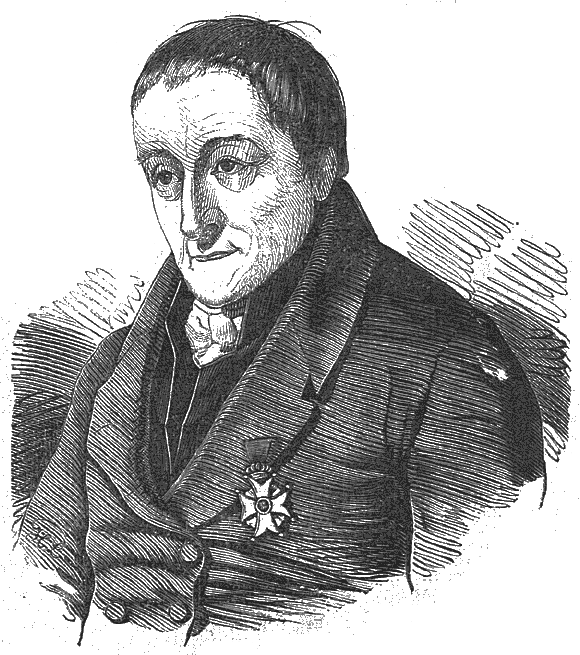
Jens Christian Berg

Jens Christian Berg (* 23. September 1775 in Kopenhagen; † 4. Juni 1852 in Christiania) war ein norwegischer Jurist und Historiker.

## Familie
Seine Eltern waren der Direktor der Königlichen Zahlenlotterie in Kopenhagen, späterer Stiftamtsschreiber in Trondheim Niels Jensen Berg (1738–1798) und dessen Frau Marie Margrethe Flor (1744–1817). In erster Ehe heiratete er am 15. Juni 1803 Hedevig Marie Elisabeth Wessel († 18. April 1816), Tochter des Premierleutnants und späteren Majors Joachim Wessel (1739–1791) und dessen Frau Susanna Maria Vagel (1748–1820). In zweiter Ehe heiratete er am 25. November 1817 Juliane Marie Haxthausen (1784–1847), Tochter des Generals Frederik von Haxthausen (1750–1825) und dessen Frau Catharina von Oldenburg (1765–1843). Die Ehe wurde 1825 geschieden.

## Jugend und Laufbahn
Jens Christian Berg war Jurist, aber er ist vor allem als Historiker bekannt. Er versuchte, die norwegische Geschichte aus einem norwegischen Gesichtswinkel darzustellen, wobei er ein negatives Licht auf die Zeit der Union mit Dänemark warf.
Seine Jugendjahre verbrachte er in Trondheim, wuchs aber dann in Christiania auf und begann 1792 sein Studium in Kopenhagen. Er war an „Det Kongelige Bibliotek“ angestellt, kehrte aber ohne Universitätsabschluss nach Norwegen zurück, als sein Vater starb. Er bemühte sich um einen Lehrerstelle an der Kathedralschule, musste aber nach einem Jahr Georg Sverdrup weichen. 1800 begann er ein Jurastudium und ernährte sich als Hilfskraft in der Rentkammer. Durch seinen Onkel, dem früheren Amtsverwalter in der Grafschaft Jarlsberg, bekam er eine Stelle als Sorenbirkeskriver in Søndre Jarlsberg. Nach kurzer Zeit legte er in Kopenhagen das juristische Examen ab, heiratete und ließ sich in Gulli in Sem (heute Kommune Andebu) nieder.
Er war Anhänger von Hermann Wedel-Jarlsbergs Politik der Verbindung von Norwegen mit Schweden, wurde sein Freund, vertrat ihn 1814 in der Sondersitzung des Stortings und nahm an der Schlussredaktion der Novemberverfassung von 1814 teil. Die Regierung ernannte ihn zum Richter am Stifts-Obergericht von Akershus, und so zog er nach Christiania. Eine Zeitlang war er Assessor am Obersten Gericht und entschied im Reichsgericht gegen General Frederik Haxthausen. Dieser wurde später sein Schwiegervater.
Politisch nahm er eine proschwedische und regierungsloyale Haltung ein und zeigte keinerlei Sympathie für die nationalen Wünsche der Bauern. Er war 1816 bis 1817 in der Delegation in den Verhandlungen mit Dänemark über die finanziellen Folgen der Unionsauflösung, war da allerdings nicht erfolgreich. Er arbeitete am neuen Strafgesetz von 1828 und in der Kommission, die die Vorfälle um „Torvslaget“ zu untersuchen hatte, mit. Ab 1817 saß er auch in der Direktion für das Kreditwesen in Christiania und später in der Direktion von „Norges Bank“. Er war 1837 bis 1846 auch Mitglied des Magistrats von Christiania. Ein Sturz auf dem Glatteis in der Woche nach Weihnachten 1843 führte zu einer dauernden Invalidität, so dass er seinen Abschied von allen öffentlichen Ämtern nehmen musste. Mit einer guten Pension lebte er seinen Studien bis 1852.

## Historische Forschungen
Schon früh begann Berg mit der Sammlung historischer Dokumente. Er erstellte ein umfangreiches Privatarchiv und eine große Bibliothek. Er schrieb bald in norwegischen und dänischen Zeitschriften und war auch eine zeitweile Kassierer in der „Topographisk Selskab for Norge“. 1812 wurde er Mitglied in der „Det Kongelige Norske Videnskabers Selskab“. In seiner historischen Forschung widmete er sich besonders der „dänischen Zeit“. 1803 ließ er erstmals den Akt für die Erblichkeit der absolutistischen Regierung für Dänemark und Norwegen (Enevoldsarveregjeringsakten) vom 18. Oktober 1660 drucken. Er trug auch zu Krafts topografisk-statistiske beskrivelse (Topographisch-statistische Beschreibung) 1820–1825 bei. Historisk Underretning om Landeværnet tillige med nogle Efterretninger om Norges staaende Hær i Almindelighed (Historischer Bericht über die Landwehr mit einigen Nachrichten über das stehende Heer Norwegens im Allgemeinen.), seine größte Arbeit, erschien 1830. Er wirkte auch an leitender Stelle bei der Erstellung von sechs großen Bänden über die norwegische Sprache und Geschichte (Samlinger til det norske Folks Sprog og Historie. 1838) mit, die vom „Verein für norwegische Sprache und Geschichte“ als Sammelwerk von vielen Autoren herausgegeben wurden. Viele Beiträge stammen von Berg. Aber er stellte die dänische Herrschaft über Norwegen in der Unionszeit in ein extrem schlechtes Licht, wobei er die unterschiedlichen Verhältnisse in den vorigen Zeiten außer Acht ließ.
Er hat nur wenige geschlossene Werke hinterlassen. Die meisten Arbeiten sind zerstreut in historischen, politischen und juristischen Zeitschriften erschienen.
Berg wurde 1816 Ritter des Nordsternordens und 1847 Ritter des St.-Olav-Ordens.